# Marco Antonio García Ruiz
Marco Antonio García Ruiz (Dos Hermanas, 14 d'agost de 1978) és un futbolista andalús, que ocupa la posició de migcampista.

## Trajectòria esportiva
Es va formar a les files del Sevilla FC, però només va jugar amb el primer equip un encontre de la campanya 99/00.
La resta de la seua trajectòria s'ha desenvolupat sobretot en la Segona B: CF Extremadura (02-05), FC Cartagena (05-07), SD Ponferradina (07-08) i San Fernando (08-).